# C·C·羅拔士
查爾斯·科林伍德·羅拔士（英語：Charles Collingwood Roberts，1900年7月6日—1980年5月17日），世稱C·C·羅拔士（C. C. Roberts），英国遠東企業家，1941年至1948年和1951年出任太古洋行香港司理，1948年至1951年擔任國泰航空首任主席。
羅拔士畢業於牛津大學皇后學院，1921年加入倫敦的施懷雅父子有限公司，翌年10月調派往上海加入太古洋行，由此展開他長達29年的遠東生涯。羅拔士在華工作期間曾先後派駐於中國大陸多個城市，也多次派駐香港。1935年，他長駐香港擔任副理，其後於1940年升任助理司理，翌年再充任司理，因而晉身大班行列及成為太古在香港的最高代表。然而，香港在1941年12月淪陷後，開展為期三年八個月的香港日治時期，期間他被囚禁於赤柱拘留營，直到1945年8月日本無條件投降和香港重光後，始獲釋放。
戰後，羅拔士設法重整太古業務，並先後參與組成太古貿易有限公司、太古國光公司和太平洋飛機修理補給公司等企業。1948年，太古入主國泰航空後，他成為國泰首任主席，帶領國泰航空與另一家由怡和洋行控制的香港航空爭一日之長短。1950年，太古進一步把太平洋飛機修理補給公司和渣甸航空保養公司合併成香港飛機工程公司，為日後的業務擴展做好準備。與香港上海匯豐銀行關係密切的他還於1940年至1941年和1946年至1951年擔任匯豐董事，任內於1940年至1941年和1951年兩度兼任董事局副主席。
在太古業的務以外，羅拔士也活躍於社會公職，尤其在戰後於1946年至1947年擔任行政立法兩局臨時非官守議員。1948年3月，他當選為香港總商會主席，同年5月再獲推選代表總商會出任立法局非官守議員，惟於同年7月因公務繁重辭任。他後來於1950年3月再度當選總商會主席，至翌年任滿離職。羅拔士在1951年返英退休，但仍於1952年獲邀出任施懷雅父子有限公司董事，直到1968年為止。

## 生平

### 早年生涯
羅拔士1900年7月6日生於英國約克郡哈德斯菲爾德，父親在萊斯銀行任職多年。羅拔士1914年至1918年入讀拉格比公學，其後於1918年至1921年升讀牛津大學皇后學院，主修現代歷史。大學畢業後，他於1921年加入倫敦的施懷雅父子有限公司（John Swire and Sons Limited），翌年10月調派往上海加入太古洋行（Butterfield & Swire），由此展開他長達29年的遠東生涯。

### 遠東發展

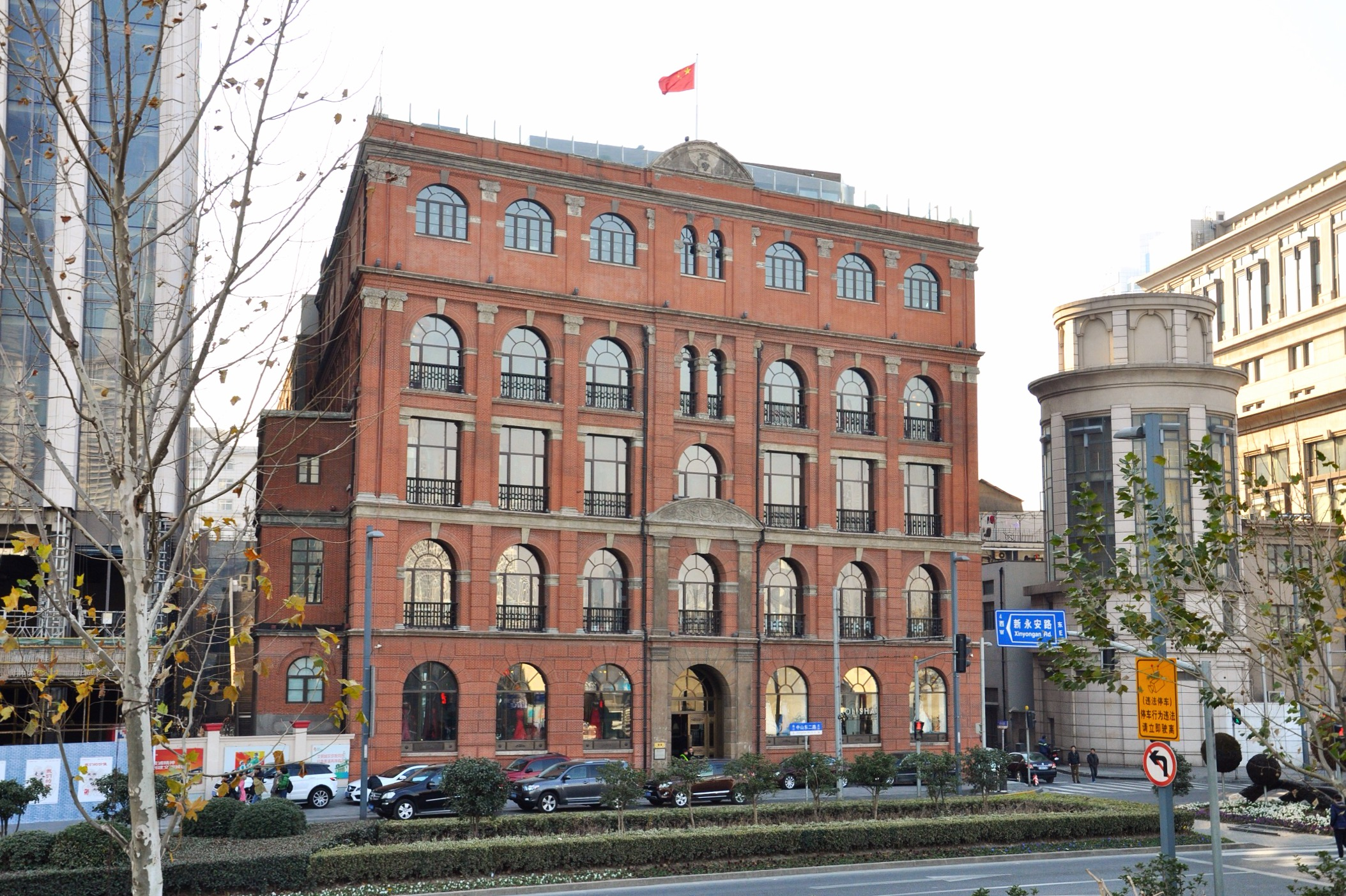
上海太古洋行大樓今貌

羅拔士是其家族第一位加入太古的成員，太古當時在遠東已經擁有廣泛業務，涉及航運、船塢、保險和砂糖銷售等多個範疇。羅拔士加入太古之初從低做起，在華期間，他先後派駐於中國大陸多個城市，也曾多次派駐香港，其中包括在1925年至1926年在上海主管砂糖運送、1926年至1928年在漢口負責太古輪船公司的在岸管理，以及在1932年至1934年派回上海主管華籍員工的人事事務。在滬期間，他也曾經是萬國商團成員。1935年起，羅拔士長駐香港擔任副理，其後於1940年升任助理司理，同年獲委任為香港上海匯豐銀行董事，並擔任1940年至1941年度匯豐董事局副主席。1941年，他進一步接替離港的W·H·陸克（W. H. Lock）充任太古洋行香港司理，因而晉身大班行列及成為太古在香港的最高代表。
在港期間，羅拔士除了在1937年獲香港政府奉委非官守太平紳士，又於1940年起出任香港大學校董。此外，隨著1939年第二次世界大戰爆發後，遠東戰雲密佈，他於1940年2月被港府徵召到香港後備防衛軍關鍵職務組候命，而且獲委任不少與防務相關的公職，當中包括自1940年2月起出任義勇軍諮詢委員會委員、1941年9月起出任政府食米專賣局局紳、以及在1941年10月加入一個根據《殖民地防衛規例》第18條就限制和拘留人士而設立的諮詢委員會擔任委員。可是，太平洋戰爭和香港保衛戰在1941年12月爆發後，香港在同年12月25日淪陷，開展為期三年零八個月的香港日治時期。香港淪陷後，原本居於山頂的羅拔士與其他外籍僑民被日軍囚禁於赤柱拘留營，期間他加入營內被拘禁人士自發組成的英僑社區理事會（British Communal Council）擔任執行委員會委員，另外還在營內協助臨時宿位分配的工作。他在營內生活至1945年8月日本無條件投降和香港重光後，才得以獲釋。

### 戰後生涯
香港重光後，羅拔士復任太古香港司理，旋即設法重整太古業務，當中包括重開位於北角受戰火破壞的太古船塢和太古糖廠；另外又於1946年創立太古貿易有限公司，標誌著太古重返最初起家的進出口貿易業務，以及在1948年把太古旗下的永光油漆公司由上海遷到香港鰂魚涌，與利銘澤家族的國光油漆廠合併成為太古國光公司。羅拔士也著手為太古守住中國大陸包括上海等地的業務，但隨著1949年中華人民共和國成立後，大陸政治形勢驟變，經歷多場政治運動後，太古認為前景暗淡，惟有在1954年全面撤出中國大陸。

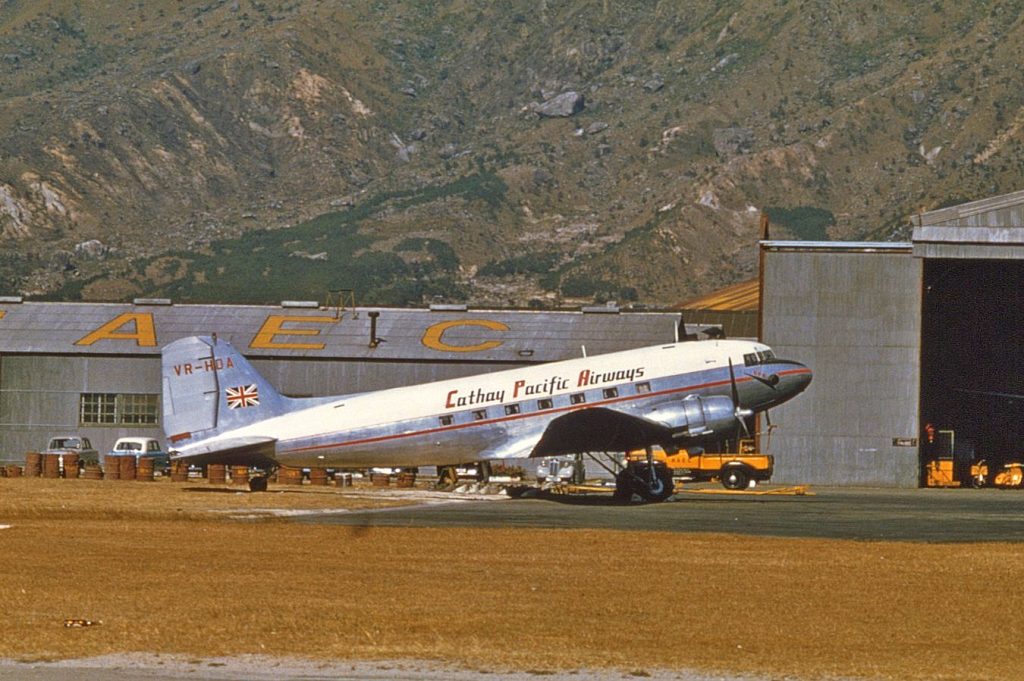
國泰航空早年的一架DC-3型飛機

太古洋行在戰後初年的另一項重大嘗試，是在1947年進軍航空業，創立太平洋飛機修理補給公司。翌年，太古購入本地一家名叫國泰航空的航空公司45%股權，銳意與另一家由怡和洋行控制的香港航空爭一日之長短。太古入主國泰航空後重組公司架構，由羅拔士出任國泰主席，而太古洋行香港司理一職則改由E·G·普賴士（E. G. Price）接替。在羅拔士主理下，原擁有六架DC-3型飛機和一架卡特琳娜水上飛機的國泰機隊繼續擴充，其後太古還於1950年把太平洋飛機修理補給公司和渣甸航空保養公司合併成香港飛機工程公司，為業務擴展做好準備。當時港府制訂了南北航線的政策，由香港往返中國大陸、台灣、日本和韓國等地的北方航線交由香港航空營運，而香港往返東南亞和澳洲等地的南方航線則交由國泰營運。不過，鑑於中國大陸主權易幟，再加上韓戰爆發，香港航空主要經營的多條大陸和韓國航線後來均被迫停辦或暫停運作，業務一落千丈，終告於1958年售予影響較小的國泰，惟當時羅拔士已經離任。
在太古和國泰的工作以外，羅拔士也活躍於社會公職，其中包括在1947年分別獲港府委任為港口委員會委員和租務法庭法官，以及於1950年至1951年出任公務員敍用委員會委員。此外，與匯豐銀行關係密切的他在1946年至1951年再一次擔任董事，其後於1951年擔任董事局副主席。1946年10月，羅拔士獲港府委任接替因事離港的怡和大班D·F·蘭杜，臨時擔任行政立法兩局非官守議員，直到蘭杜在1947年3月回任為止。1948年3月，羅拔士當選香港總商會主席，同年5月獲一致推選接替R·D·基爾斯比代表總商會出任立法局非官守議員，但在任僅兩個月便於同年7月底因離港工幹而決定辭任總商會主席和立法局議員。
在立法局任職期間，羅拔士甚少發言，並只曾在1948年6月在局內發言表態支持港府提交的《債務人及債權人（佔領時期）條例草案》。當時港府計劃立例，規定淪陷期間被日治政府不當收取銀行債務的人士，要重新向銀行償還債務，其中又因為受影響的人士以華人佔大多數，因此引起華商不滿，香港中華總商會甚至致函羅拔士，要求他在局內代為說情。不過，羅拔士在局內辯論草案期間，指出草案雖然存在爭議，但主要源於社會輿論對草案存在誤解，而且草案只針對日佔時期所佔的個別特定債務（例如以軍用手票償還的債務），牽涉的人數有限。他又認為，相較於債權人，草案條文對債務人相當寬厚，實際上是債權人對債務人的妥協，也避免出現潛在的大量法律訴訟，因此決定對草案予以支持。最終，草案在周埈年和羅文錦爵士兩名在席立法局華人非官守議員投反對票下，獲通過成為法例。
離開立法局一年多後，羅拔士於1950年3月再度當選總商會主席，但未有再獲推選擔任立法局議員。羅拔士第二度擔任總商會主席期間正值韓戰，美國對香港實施的禁運政策對香港經濟構成沉重打擊，當時他曾批評美國未經充分諮詢香港的禁運決定，是對香港的「不友善行為」。在任總商會主席一年後，他於1951年因任期屆滿而離任。

### 晚年生涯
本身是國泰主席的羅拔士在1951年因普賴士外調日本而一度兼任太古香港司理，同年他決定返回英國開展退休生活，結束在遠東前後29年的工作，而太古香港司理和國泰主席的職務則由J·A·布力活（J. A. Blackwood）接替。羅拔士返英後定居於英格蘭西薩塞克斯郡的必頓（Bepton），並由1952年至1968年擔任施懷雅父子有限公司董事，與太古繼續保持聯繫。1980年5月17日，他於西薩塞克斯郡逝世，終年79歲。他的一些私人函件在身後轉交倫敦大學亞非學院保存。

## 個人生活
羅拔士在1932年10月1日於香港中環聖約翰座堂迎娶康斯坦斯·梅·米切爾（Constance May Mitchell）為妻，康斯坦斯的兄長與羅拔士同為太古僱員。羅拔士婚後與妻子育有三名子女，全部均生於香港。在香港生活期間，羅拔士與家人原居於山頂加列山道，戰後遷居於黃泥涌峽道。他的興趣包括園藝、高爾夫球和散步，來自英國約克郡的他還於1947年當選香港約克郡同鄉會（Society of Yorkshiremen in Hong Kong）應屆主席。

## 榮譽
- 以下列出榮譽全稱及縮寫：
  - 非官守太平紳士（J.P.） （1937年5月28日奉委；[9]1951年註銷）

## 注腳
1. 1 2 3 4 5 6 7 8 9  "Active Catalogue: Correspondence of Charles Collingwood Roberts" (retrieved on 17 April 2018)
2. 1 2 3 4 5 6 7 8 9 10 11 12 13  "Personality Parade: Chief Manager, Butterfield and Swire" (9 October 1950)
3. 1 2  Cook (1985), p.179.
4. ↑  Jurors List for 1935 (26 February 1935), p.46.
5. ↑  Jurors List for 1940 (28 March 1940), p.110.
6. ↑  "Banks" (2 May 1940)
7. ↑  King, King and King (1988), p.211.
8. 1 2 3  Young (1988), p.232.
9. 1 2  "No. 375", Hong Kong Government Gazette, 28 May 1937.
10. ↑  "No. 151 （页面存档备份，存于）", Hong Kong Government Gazette, 7 February 1940.
11. ↑  "No. 1231", Hong Kong Government Gazette, 15 October 1941.
12. ↑  "No. 129", Hong Kong Government Gazette, 2 February 1940.
13. ↑  "No. 175 （页面存档备份，存于）", Hong Kong Government Gazette, 15 February 1940.
14. ↑  "No. 1191 （页面存档备份，存于）", Hong Kong Government Gazette, 30 September 1941.
15. ↑  "No. 1254", Hong Kong Government Gazette, 20 October 1941.
16. ↑  "Defence Committee" (27 October 1941)
17. ↑  Endacott (1978), p.352.
18. ↑  Archer (2012), p.111.
19. 1 2 3 4  《太古今昔》（造訪於2018年4月17日）
20. ↑  Falkus (2016), p.280.
21. 1 2 3  吳詹仕、何耀生（2007年），頁36。
22. ↑  "Port Committee" (23 February 1947)
23. ↑  "Tenancy Tribunal: Full List of Members Gazetted" (12 October 1947)
24. ↑  "Public Services Commission: First Report on Work Tabled" (21 May 1953)
25. ↑  "HK & S Bank Head Office Transfer: Directors Appointed" (23 June 1946)
26. ↑  "New Councils Member" (31 October 1946)
27. ↑  〈西商會週年大會，羅拔士當選本屆主席〉（1948年3月11日）
28. ↑  "Chamber Nominee: Mr Roberts Nominated to Serve on Council" (7 May 1948)
29. ↑  〈立法局西商會代表嘉薛地當選〉（1948年8月13日）
30. 1 2 3  Official Report of Proceedings (16 June 1948), pp.183-185.
31. ↑  〈華商會昨致函西商會，商陷期債務法例問題〉（1948年6月9日）
32. ↑  〈立法局議還債法案，華代表反對〉（1948年6月17日）
33. ↑  "New Chairman" (28 March 1950)
34. 1 2  "Chamber of Commerce: U.S. Embargo Criticised - Termed "Unfriendly Act" by the Chairman at Annual Meeting - Plight of Landlords" (3 April 1951)
35. ↑  Jane (1952), p.20.
36. 1 2  "ROBERTS, Charles Collingwood" (1980), p.7300.
37. ↑  "Pretty Wedding" (1 October 1932)
38. ↑  "To be controlled: Dog which twice bit Postman at the Peak" (8 July 1936)
39. ↑  "Yorkshiremen Meet: Mr C. C. Roberts Elected President for 1947" (21 February 1947)

### 英文資料
- "Pretty Wedding", The Hong Kong Telegraph, 1 October 1932. p.1.
- Jurors List for 1935. Hong Kong: Hong Kong Government, 26 February 1935.
- "To be controlled: Dog which twice bit Postman at the Peak", The South China Morning Post, 8 July 1936, p.3.
- Jurors List for 1940. Hong Kong: Hong Kong Government, 28 March 1940.
- "Banks", The South China Morning Post, 2 May 1940, p.14.
- "Defence Committee", The South China Morning Post, 27 October 1941, p.4.
- "HK & S Bank Head Office Transfer: Directors Appointed", The South China Morning Post, 23 June 1946, p.1.
- "New Councils Member", The South China Morning Post, 31 October 1946, p.4.
- "Yorkshiremen Meet: Mr C. C. Roberts Elected President for 1947", The South China Morning Post, 21 February 1947, p.2.
- "Port Committee", The South China Morning Post, 23 February 1947, p.1.
- "Tenancy Tribunal: Full List of Members Gazetted", The South China Morning Post, 12 October 1947, p.5.
- "Chamber Nominee: Mr Roberts Nominated to Serve on Council", The South China Morning Post, 7 May 1948, p.1.
- Official Report of Proceedings（页面存档备份，存于）. Hong Kong: Hong Kong Legislative Council, 16 June 1948.
- "New Chairman", The South China Morning Post, 28 March 1950, p.12.
- "Personality Parade: Chief Manager, Butterfield and Swire", China Mail, 9 October 1950, p.2.
- "Chamber of Commerce: U.S. Embargo Criticised - Termed "Unfriendly Act" by the Chairman at Annual Meeting - Plight of Landlords", The South China Morning Post, 3 April 1951, p.1.
- Jane, Frederick Thomas, Jane's All the World's Aircraft. S. Low, Marston, Limited, 1952.
- "Public Services Commission: First Report on Work Tabled", The South China Morning Post, 21 May 1953, p.5.
- Endacott, G. B., Hong Kong Eclipse. Hong Kong: Oxford University Press, 1978. ISBN 978-0-19580-375-4
- "ROBERTS, Charles Collingwood", Calendars of the Grants of Probate and Letters of Administration (England and Wales), 1980.
- Cook, Christopher, The Lion and the Dragon: British Voices from the China Coast. Elm Tree Books, 1985.
- King, Frank H. H., King, Catherine E., and, King, David J. S., The Hongkong Bank between the Wars and the Bank Interned, 1919-1945: Return from Grandeur. New York: Cambridge University Press, 1988. ISBN 978-0-52132-708-4
- Young, Gavin, Beyond Lion Rock: the story of Cathay Pacific Airways. Penguin, 1988. ISBN 978-0-14012-152-0
- 'Archer, Bernice, 'The Internment of Western Civilians under the Japanese, 1941-1945: A Patchwork of Internment. London: Routledge, 2012. ISBN 978-0-71465-592-5
- Falkus, Malcolm, The Blue Funnel Legend: A History of the Ocean Steam Ship Company, 1865–1973（页面存档备份，存于）. Springer, 2016. ISBN 978-1-34911-476-4
- "Active Catalogue: Correspondence of Charles Collingwood Roberts[]". London: SOAS, University of London, retrieved on 17 April 2018.

### 中文資料
- 〈西商會週年大會，羅拔士當選本屆主席〉，《香港工商日報》第五頁，1948年3月11日。
- 〈華商會昨致函西商會，商陷期債務法例問題〉，《大公報》第一張第四版，1948年6月9日。
- 〈立法局議還債法案，華代表反對〉，《華僑日報》第壹張第四頁，1948年6月17日。
- 〈立法局西商會代表嘉薛地當選〉，《香港工商日報》第六頁，1948年8月13日。
- 吳詹仕、何耀生，《從啟德出發》。香港：經濟日報出版社，2007年。ISBN 978-9-62678-456-3
- 《太古今昔（页面存档备份，存于）》。香港：太古集團，造訪於2018年4月17日。

## 延伸閱讀
- 鍾寶賢著，《太古之道：太古在華一百五十年》。香港：三聯書店（香港）有限公司，2016年。ISBN 978-9-62043-654-3

## 外部鏈結
- SOAS Archives and Special Collections: Christmas at Camp Stanley（页面存档备份，存于）
- 太古集團（页面存档备份，存于）

| 商界職務              | 商界職務                              | 商界職務            |
| --------------------- | ------------------------------------- | ------------------- |
| 前任者： W·H·陸克     | 太古洋行香港司理 1941年－1948年       | 繼任者： E·G·普賴士 |
| 前任者： 首任         | 國泰航空主席 1948年－1951年           | 繼任者： J·A·布力活 |
| 前任者： E·G·普賴士   | 太古洋行香港司理 1951年               | 繼任者： J·A·布力活 |
| 官衔                  |                                       |                     |
| 前任者： R·D·基爾斯比 | 香港立法局非官守議員（總商會） 1948年 | 繼任者： P·S·嘉薛地 |
| 其他職務              |                                       |                     |
| 前任者： R·D·基爾斯比 | 香港總商會主席 1948年                 | 繼任者： P·S·嘉薛地 |
| 前任者： P·S·嘉薛地   | 香港總商會主席 1950年－1951年         | 繼任者： P·S·嘉薛地 |